# Ptinus aethiopicus
Ptinus aethiopicus is een keversoort uit de familie klopkevers (Ptinidae). De wetenschappelijke naam van de soort werd in 1883 gepubliceerd door César Marie Félix Ancey.